# Hwang Ui-jo
Hwang Ui-jo (hangul: 황의조), född 28 augusti 1992, är en sydkoreansk fotbollsspelare (anfallare) som spelar för Nottingham Forest. Han spelar även för Sydkoreas landslag.

## Klubbkarriär
Den 1 september 2023 lånades Hwang ut av Nottingham Forest till Norwich City på ett säsongslån. Den 9 januari 2024 avbröts låneavtalet. Den 6 februari 2024 lånades han ut till turkiska Alanyaspor på ett låneavtal över resten av säsongen 2023/2024.

## Landslagskarriär
Hwang debuterade för Sydkoreas landslag den 3 september 2015 i en 8–0-vinst över Laos.
Hwang representerade Sydkorea vid sommar-OS 2020 i Tokyo, där hans lag åkte ut i kvartsfinal mot Mexiko.